# Federación de Funcionarios Públicos del Reich

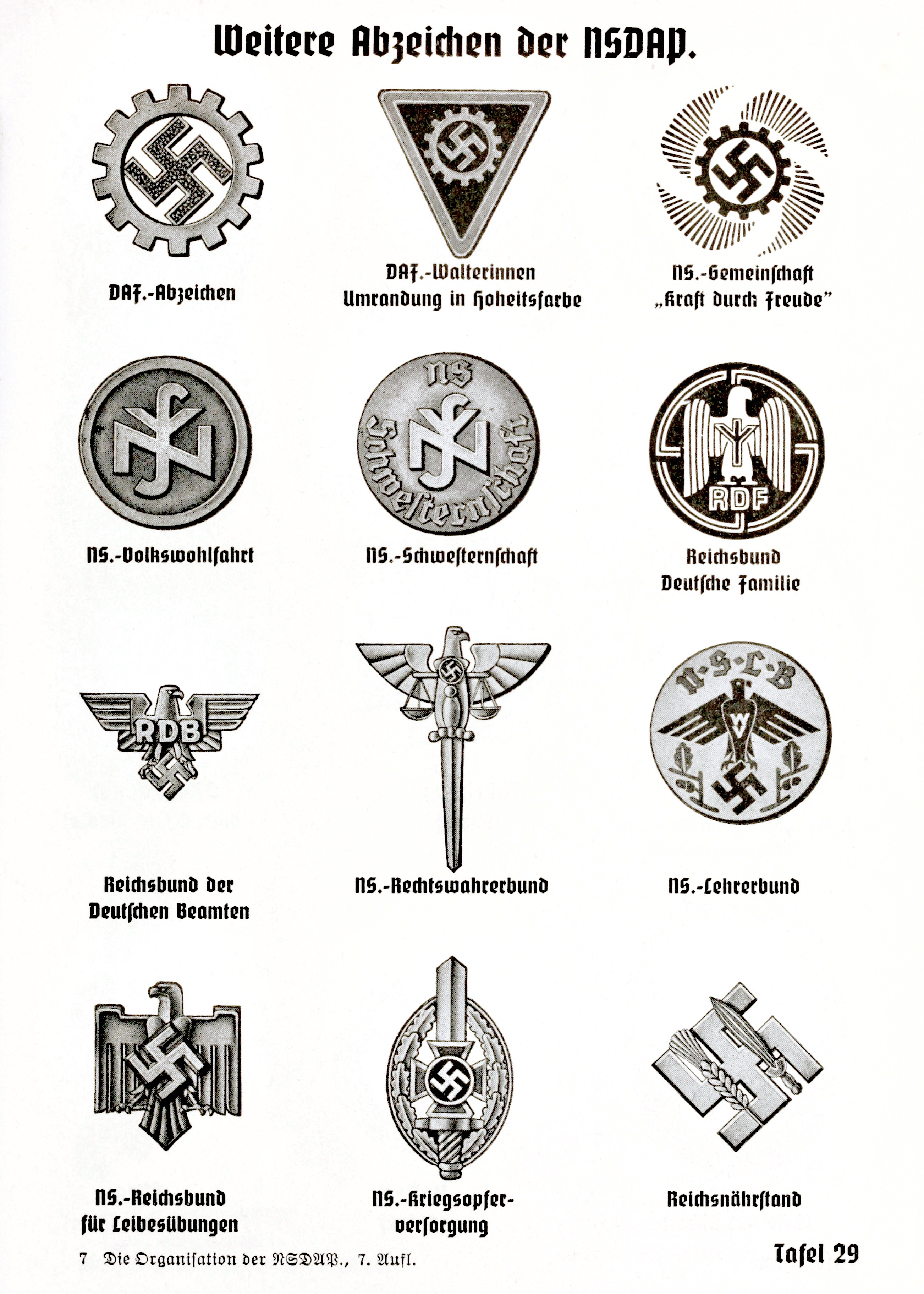
El símbolo de la RBD es en la segunda fila desde abajo, el primero por la izquierda.

La Federación de Funcionarios Públicos del Reich (en alemán: Reichsbund der Deutschen Beamten, RDB), también conocida como NS-Beamtenbund (Federación de Funcionarios Públicos Nacionalsocialistas), fue el sindicato de funcionarios públicos alemanes durante el Tercer Reich. La RDB se estableció como una organización afiliada al Partido nazi en octubre de 1933. Su líder era Herman Neef. Neef había liderado previamente la organización predecesora de la RDB, la Deutscher Beamtenbund o Federación Alemana de Funcionarios Públicos, que se fundó en diciembre de 1918.
Aunque no era obligatorio que los miembros de la RDB fueran miembros del Partido nazi, la mayoría eligió serlo. Además de la formación y el desarrollo de sus miembros, la RDB se aseguró de que los funcionarios públicos alemanes siguieran la línea del Partido nazi.
Tras la derrota de la Alemania nazi en la Segunda Guerra Mundial, el gobierno militar estadounidense emitió una ley especial que prohibía el Partido nazi y todas sus ramas. Conocida como "Ley número cinco", este decreto de desnazificación disolvió la NS-Beamtenbund, como todas las demás organizaciones vinculadas al Partido nazi. En los años de la posguerra, se restableció como la Federación Alemana de Funcionarios Públicos en la República Federal de Alemania.